# Masłów Pierwszy
Masłów Pierwszy – wieś w Polsce, położona w województwie świętokrzyskim, w powiecie kieleckim, w gminie Masłów.
W latach 1954–1972 wieś należała i była siedzibą władz gromady Masłów. W latach 1975–1998 miejscowość należała administracyjnie do województwa kieleckiego.

## Położenie
Miejscowość leży w Górach Świętokrzyskich, u stóp Pasma Masłowskiego, na skraju Puszczy Świętokrzyskiej, nad strumieniem będącym dopływem Lubrzanki. Znajduje się w niej lotnisko Kielce-Masłów. Dojazd do Kielc możliwy m.in. autobusami komunikacji miejskiej linii nr 12 i 38.
Przez miejscowość przebiega droga wojewódzka nr 745.
Przez wieś przechodzi  Główny Szlak Świętokrzyski z Gołoszyc do Kuźniaków.
| SIMC    | Nazwa       | Rodzaj    |
| ------- | ----------- | --------- |
| 0250033 | Ogrody      | część wsi |
| 0250040 | Parcele     | część wsi |
| 0250056 | Podklonówka | część wsi |
| 0250062 | Rzeka       | część wsi |
| 0250079 | Stara Wieś  | część wsi |
| 0250085 | Świerczyny  | część wsi |
| 0250091 | Zakościele  | część wsi |

## Historia
Od 1827 r. miejscowość należała do rządowych dóbr górniczej Ekonomii Kieleckiej. Według spisu miast, wsi, osad Królestwa Polskiego w roku 1827 we wsi było 47 domów i 819 mieszkańców. Z Masłowa Pierwszego pochodzi między innymi polski malarz – Władysław Malecki (ur. 1836) a także polski bokser Stanisław Łakomiec.

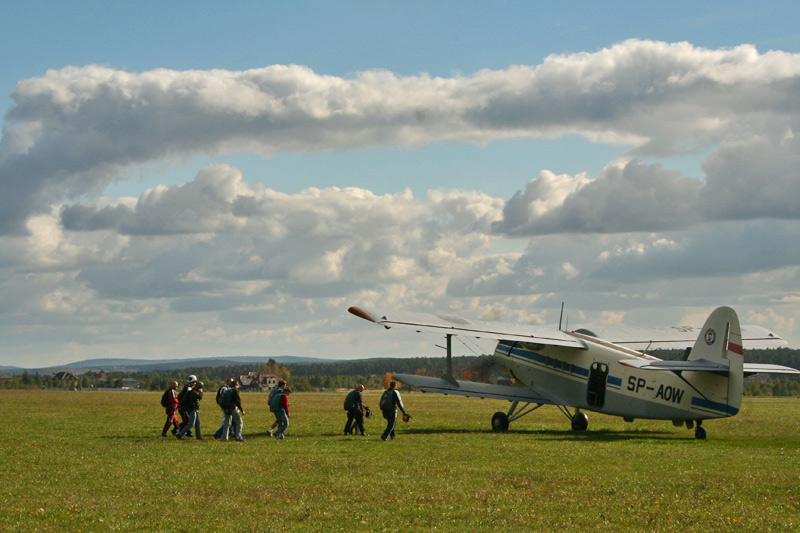
Aeroklub Kielecki - lotnisko Masłów

## Zabytki
- Kościół pw. Przemienienia Pańskiego, wybudowany w latach 1926–1937, w miejscu drewnianego kościoła z 1835 r. Wśród wyposażenia znajdują się m.in. ołtarz (1960) i stacje drogi krzyżowej, wykonane przez Józefa Gosławskiego[7], a także malowidła ścienne wykonane przez Józefa i Łucję Oźminów[8].
- Dwór Maleckich, znajdujący się na skraju miejscowości.